# San Bartolomeo in Galdo
San Bartolomeo in Galdo község (comune) Olaszország Campania régiójában, Benevento megyében.

## Fekvése
A megye északkeleti részén fekszik, 90 km-re északkeletre Nápolytól, 35 km-re északkeletre a megyeszékhelytől. Határai: Alberona, Baselice, Castelvetere in Val Fortore, Foiano di Val Fortore, Roseto Valfortore, San Marco la Catola, Tufara és Volturara Appula.

## Története
A település valószínűleg egy ókori szamnisz város helyén alakult ki. Első említése a 11. századból származik. 1253-ban egy, a pápai seregek és a szaracénok közötti csatában elpusztult. Területét a Santa Maria in Mazzocca-apátság kapta meg. A 14. században népesült be ismét. A következő századokban nemesi birtok volt. A 19. században nyerte el önállóságát, amikor a Nápolyi Királyságban felszámolták a feudalizmust.

## Népessége
A népesség számának alakulása:

## Főbb látnivalói
- Santa Maria degli Angeli-templom
- Sant’Antonio-templom
- Madonna dell’Annunziata-templom